# Due soldi di coraggio
Due soldi di coraggio è il nono album del cantante italiano Gipo Farassino, pubblicato nell'ottobre del 1969.

## Tracce
Testi e musiche di Farassino, eccetto ove indicato.
Lato 1
1. La mia città - 3:58
2. L'organo di Barberia - 3:30
3. Il bar del mio rione - 3:35
4. Serenata a Margherita - 2:16
5. Fanette (La fanette) - 3:57 (musica: Brel)
6. Non puoi capire - 3:07 (testo: Cordara - musica: Farassino, Moretto)
7. Le scarpe nuove (Les ballons rouges) - 4:04 (musica: Lama)

Lato 2
1. Due soldi di coraggio - 3:39
2. Remo la barca - 2:58 (musica: Moretto)
3. America - 2:43
4. Cella 21 - 3:58
5. Ballata per un eroe - 3:50
6. L'eco - 4:20